# Păsări, orfani și nebuni
Păsări, orfani și nebuni (Vtáčkovia, siroty a blázni) este un film din 1969 regizat de Juraj Jakubisko. Prezintă întâmplări începând cu Primăvara de la Praga până la invazia sovietică în vara anului 1968. Trei copii rămân orfani ca urmare  violenței politice. Stabilit într-un moment și un loc nespecificat, filmul este o parabolă despre trei persoane care se confruntă cu o lume dificilă și violentă și supraviețuiesc prin adoptarea unei filozofii a vieții copiilor și trăind o viață de negare prostească, plină de bucurie.
Filmul a fost lansat în 1969 și a fost prezentat la  festivalul internațional de film din Sorrento, Italia. Curând după aceea, filmul a fost interzis de regimul sovietic până la sfârșitul anului 1989.

## Legături externe
- Păsări, orfani și nebuni la Internet Movie Database

## Vezi și
- Noul val cehoslovac (cinematografie)